# Біла-Равська
Біла-Ра́вська, або Бя́ла-Ра́вська (пол. Biała Rawska) — місто в центральній Польщі.
Належить до Равського повіту Лодзького воєводства.

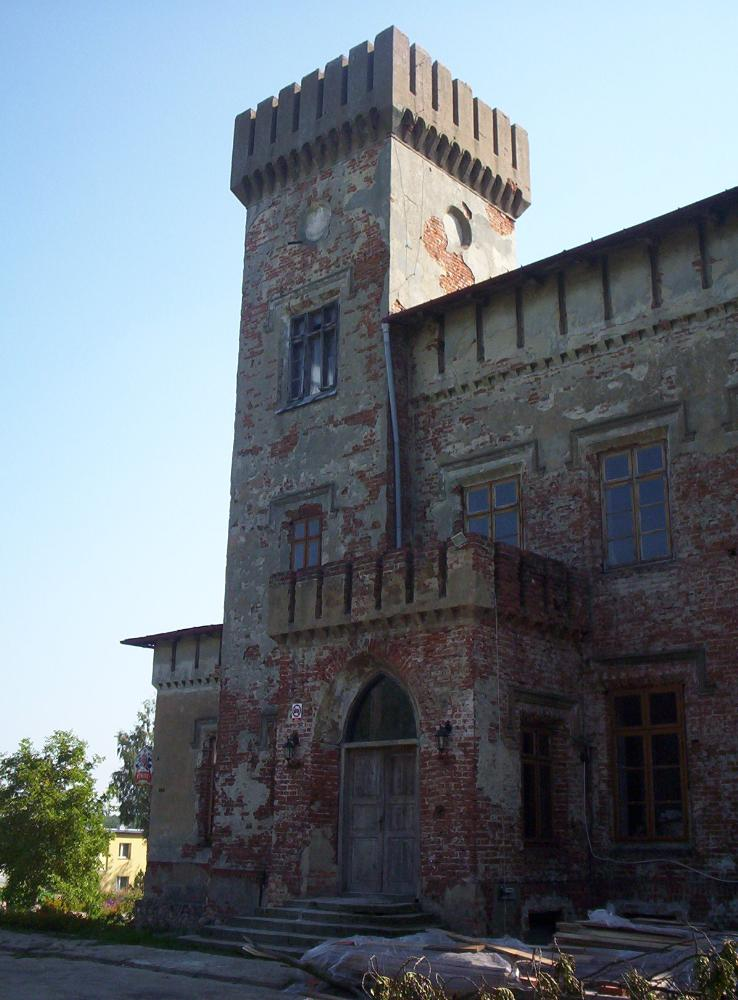
Фрагмент палацу (XIX століття)

## Демографія
Демографічна структура станом на 31 березня 2011 року:
|          | Загалом | Допрацездатний вік | Працездатний вік | Постпрацездатний вік |
| -------- | ------- | ------------------ | ---------------- | -------------------- |
| Чоловіки | 1607    | 322                | 1159             | 126                  |
| Жінки    | 1657    | 293                | 1029             | 335                  |
| Разом    | 3264    | 615                | 2188             | 461                  |